# Mohamed Khedis
Mohamed Khedis (ar. محمد خديس; ur. 29 lutego 1952 w Algierze, zm. 26 sierpnia 2008 tamże) – algierski piłkarz grający na pozycji prawego obrońcy. W swojej karierze rozegrał 28 meczów w reprezentacji Algierii.

## Kariera klubowa
Całą swoją karierę piłkarską Khedis spędził w klubie NA Hussein Dey. Zadebiutował w nim w 1971 roku i grał w nim do 1982 roku. Trzykrotnie został z nim wicemistrzem Algierii w sezonach 1972/1973, 1975/1976 i 1981/1982. Zdobył też Puchar Algierii w sezonie 1978/1979.

## Kariera reprezentacyjna
W reprezentacji Algierii Khedis zadebiutował w 1972 roku. W 1980 roku powołano go do kadry na Igrzyska Olimpijskie w Moskwie i Puchar Narodów Afryki 1980. Zagrał w nim w pięciu meczach: grupowych z Ghaną (0:0), z Marokiem (1:0) i z Gwineą (3:2), półfinałowym z Egiptem (2:2, k. 4:2) i finałowym z Nigerią (0:3). Z Algierią wywalczył wicemistrzostwo Afryki. W kadrze narodowej grał do 1980 roku. Wystąpił w niej 28 razy.